# 小泉岩吉
小泉 岩吉（こいずみ いわきち、1867年11月14日〈慶應3年10月19日〉 - 没年不明）は、日本の土木建築請負業者（小泉組）、神奈川県多額納税者。族籍は神奈川県平民。
兄・小泉又次郎の孫は小泉純一郎（元内閣総理大臣）、曽孫は俳優・タレントの小泉孝太郎、小泉進次郎（衆議院議員）。

## 経歴
神奈川県出身。小泉由兵衛の三男。1893年、日清の国交破れ、東亜の風雲が大に急を告げるに際し、抜擢されて海軍御用達を命ぜられ、横須賀鎮守府御用の人夫を供給し大に戦時輸送及び後方勤務に尽くす。戦後事業の勃興を看取し、進んで土木建築請負業を開始する。
横須賀海軍建築部、近衛師団経理部、第一師団経理部、陸軍東京経理部、宮内省内匠寮、鉄道省、東京市電気局、築城部等の諸官衙を始め各会社工場等の工事を請負う。

## 人物
人柄は「洒脱恬淡、能く談じ能く動く」。貴族院多額納税者議員選挙の互選資格を有した。宗教は真言宗。住所は神奈川県横須賀市稲岡町。

## 家族・親族
小泉家
- 父・由兵衛（人夫供給請負業[7]、とび職[8]、農家）- 由兵衛は現在の神奈川県横浜市金沢区大道の小農であったが、兄・又次郎が5歳の時、農を捨てて横須賀へ移る[9]。
- 兄・又次郎（1865年 - 1951年、代議士）[3] - 壮士の群に入りピストルを懐にしては暴れ回り、三浦政界を馳駆する[10]。横須賀市長、逓信大臣、衆議院副議長などを歴任する。
- 弟・金三[3]（土木建築業）[11]
- 養子・岩吉[11]（1899年 - ?、前名・勇、小泉組社長[12]） - 春山知安の二男[13]。岩吉の養子となり1934年に家督を相続し、勇を改め襲名する[13]。